# Cmentarz parafialny w Oświęcimiu
Cmentarz parafialny w Oświęcimiu' – nekropolia założona w I poł. XIX w. w Oświęcimiu. Jest to cmentarz rzymskokatolicki parafii pw. Wniebowzięcia Najświętszej Marii Panny. Ma powierzchnię około 3 ha. Na cmentarzu znajduje się 210 zabytkowych nagrobków powstałych w II poł. XIX w. i I poł. XX w., które otacza się ochroną. Ochronie podlega także znajdujący się na terenie nekropolii starodrzew.
Najstarsze i najistotniejsze obiekty zabytkowe cmentarza:
- kaplica murowana o cechach neogotyckich, fundowana w II poł. XIX w. z epitafiami na zewnętrznych ścianach i jedną tablicą wewnątrz;
- mur ogrodzeniowy z I poł. XX w.;
- zabytkowe grobowce: księży oświęcimskiej parafii, salezjanów i sióstr serafitek (m.in. Leopoldyny Staweckiej) oraz obywateli miasta m.in. burmistrzów, radnych i właścicieli Oświęcimia, lekarzy, nauczycieli i artystów. Najstarszy istniejący nagrobek pochodzi z 1842 r., liczne nagrobki z II poł. XIX w. i I poł. XX w.
- pamiątkowe tablice: m.in. z nazwiskami osób, które zginęły w obozach zagłady w czasie II wojny światowej, w tym m.in. Jadwiga Dylik[1]
- grobowiec wzniesiony w 1980 r. na miejscu byłej kwatery żołnierskiej z lat 1914–1918.
- symboliczny pomnik wzniesiony w 1985 r. ku czci żołnierzy poległych w I wojnie światowej i II wojnie światowej, autorstwa mgr inż. arch. Andrzeja Bilskiego.
- mogiły żołnierskie z obeliskami upamiętniającymi tych, którzy zginęli na polu bitwy austriacko-pruskiej w czerwcu 1866 r., obeliski obok miejsca spoczynku 11 żołnierzy Wojska Polskiego poległych w obronie Oświęcimia we wrześniu 1939 r., pomnik – nagrobek na zbiorowej mogile żołnierzy Armii Czerwonej, którzy zginęli w styczniu 1945 r.

## Galeria zdjęć

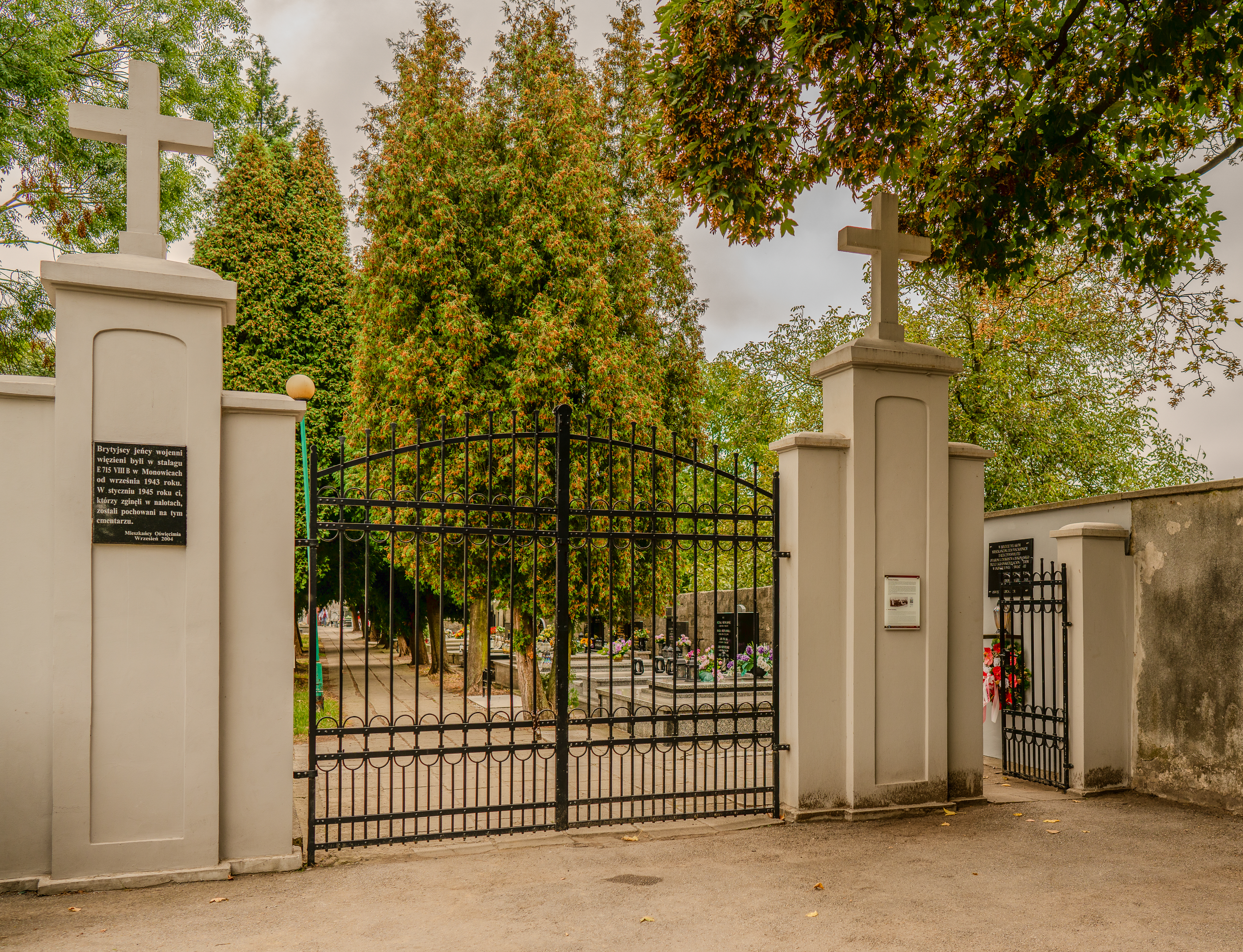
Brama
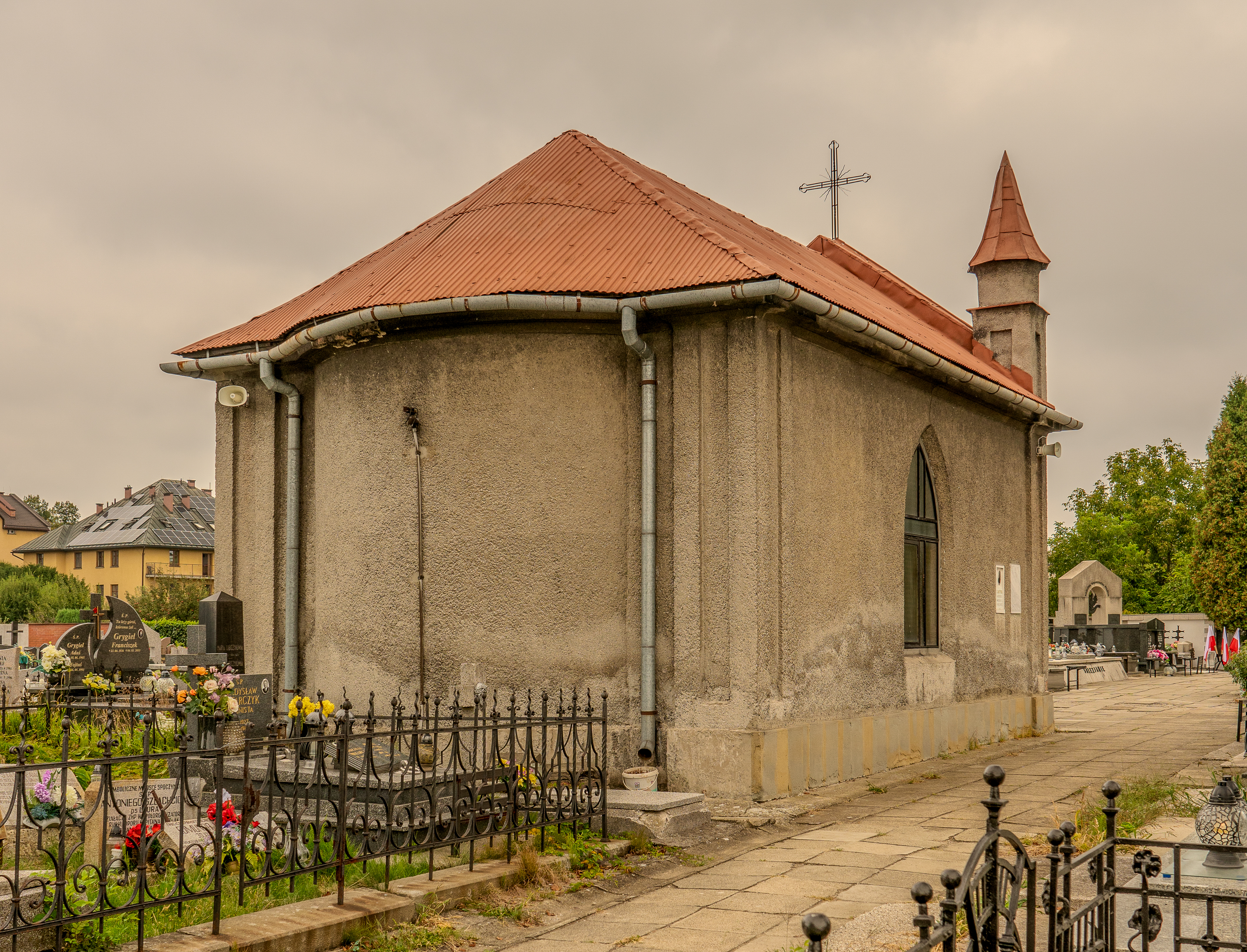
Kaplica
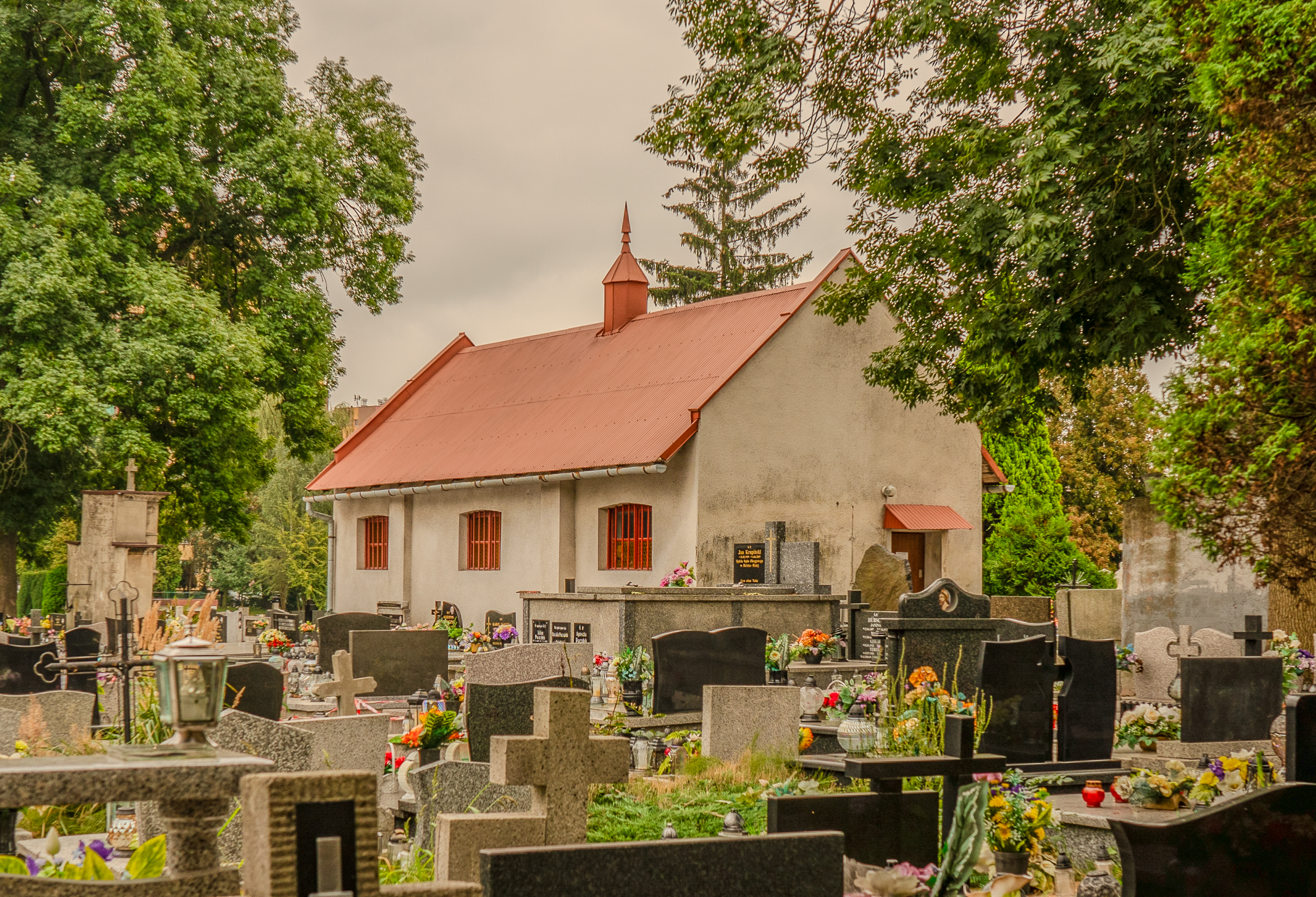
Dom przedpogrzebowy
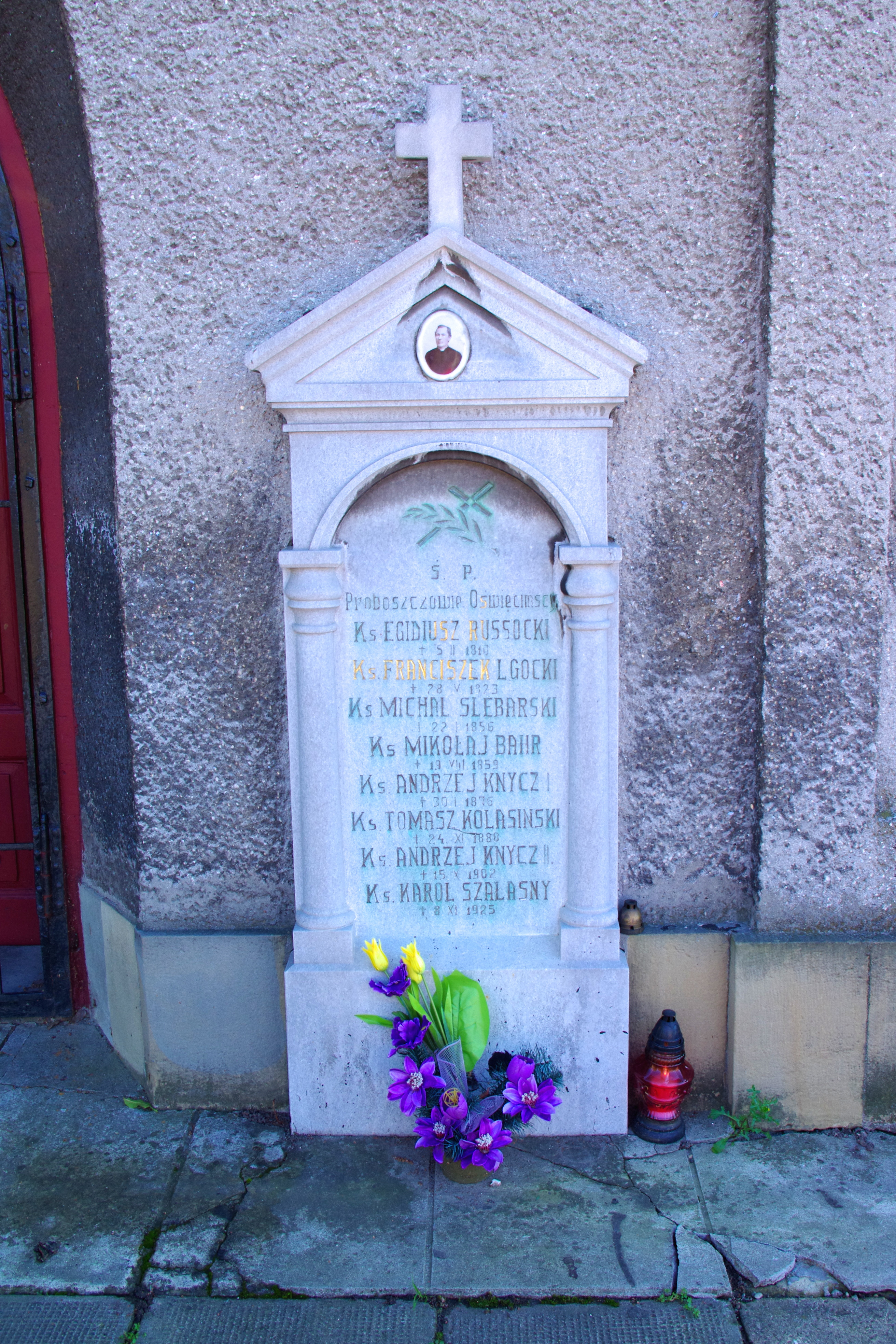
Płyta poświęcona proboszczom oświęcimskim
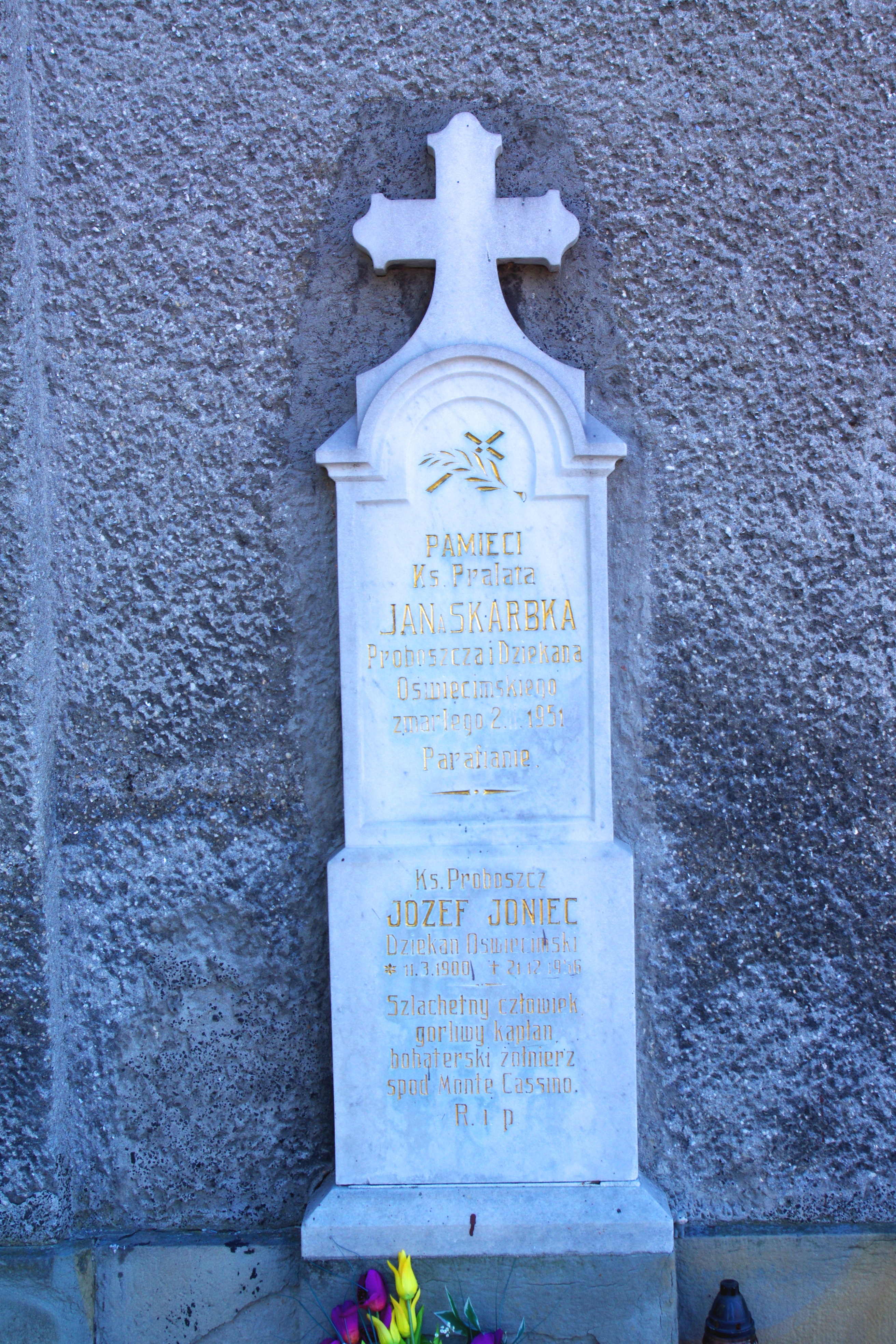
Płyta poświęcona pamięci J.Skarbka
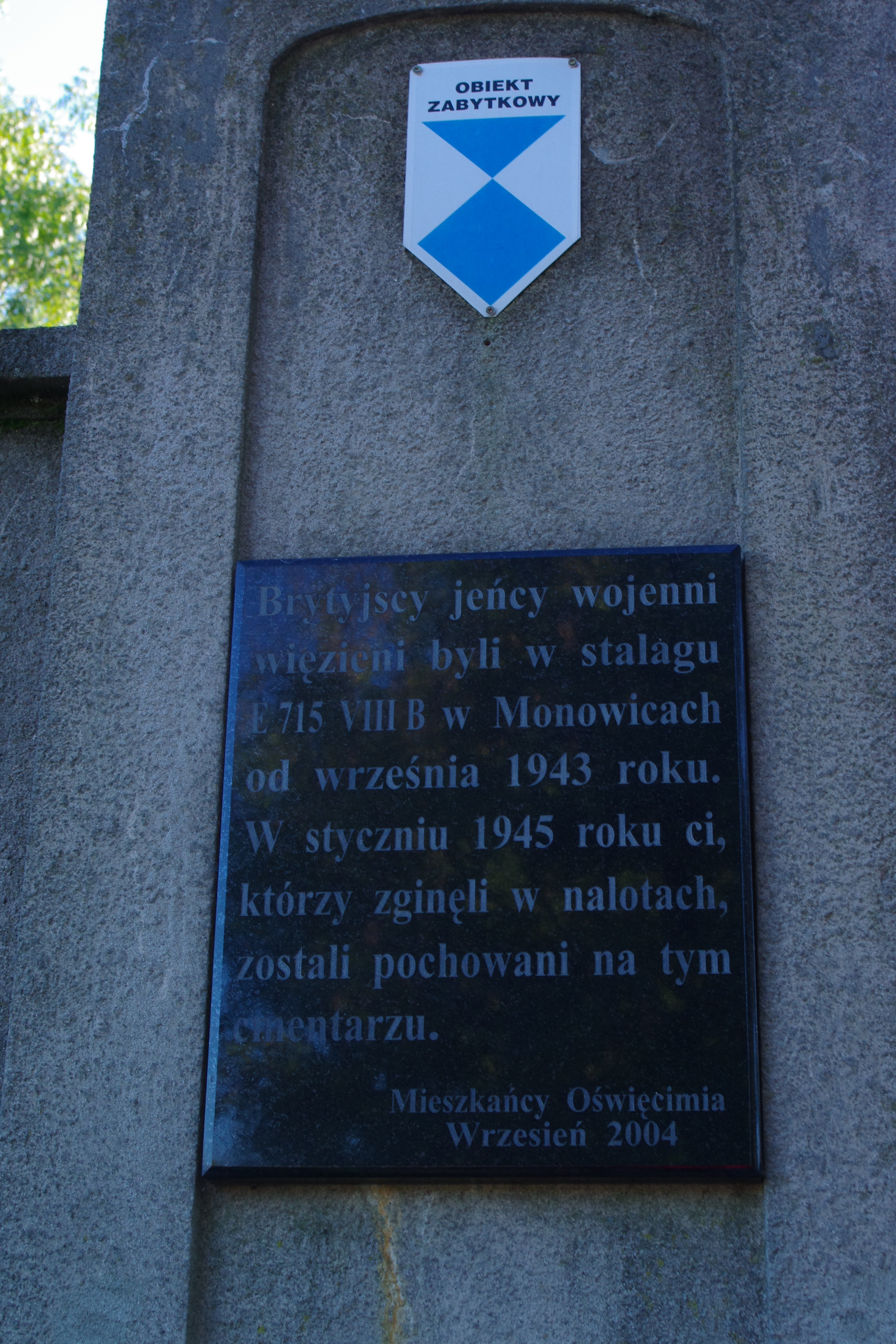
Tablica przed wejściem upamiętniająca jeńców wojennych
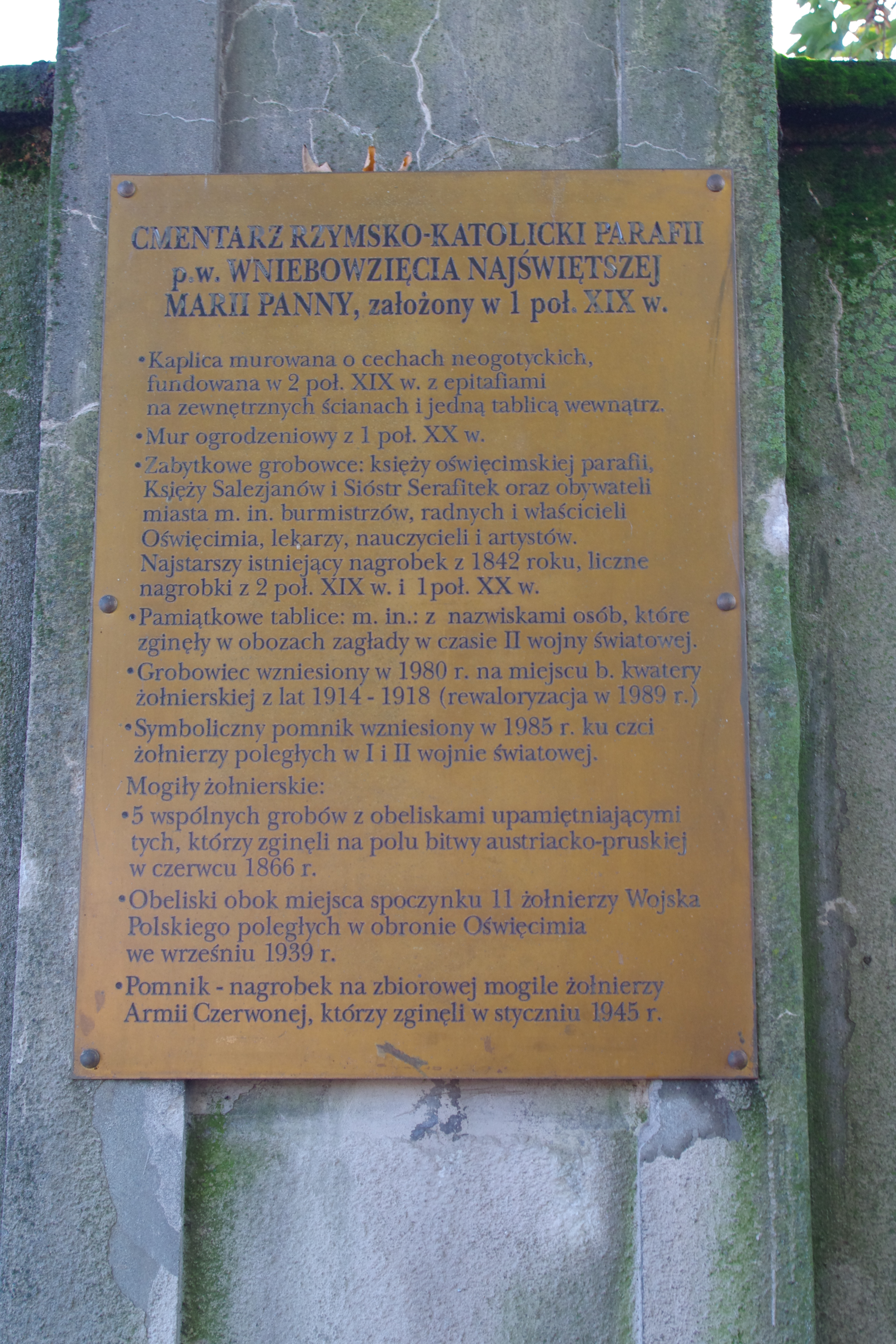
Opis zabytków na cmentarzu